# Arthur Drews (Philosoph)

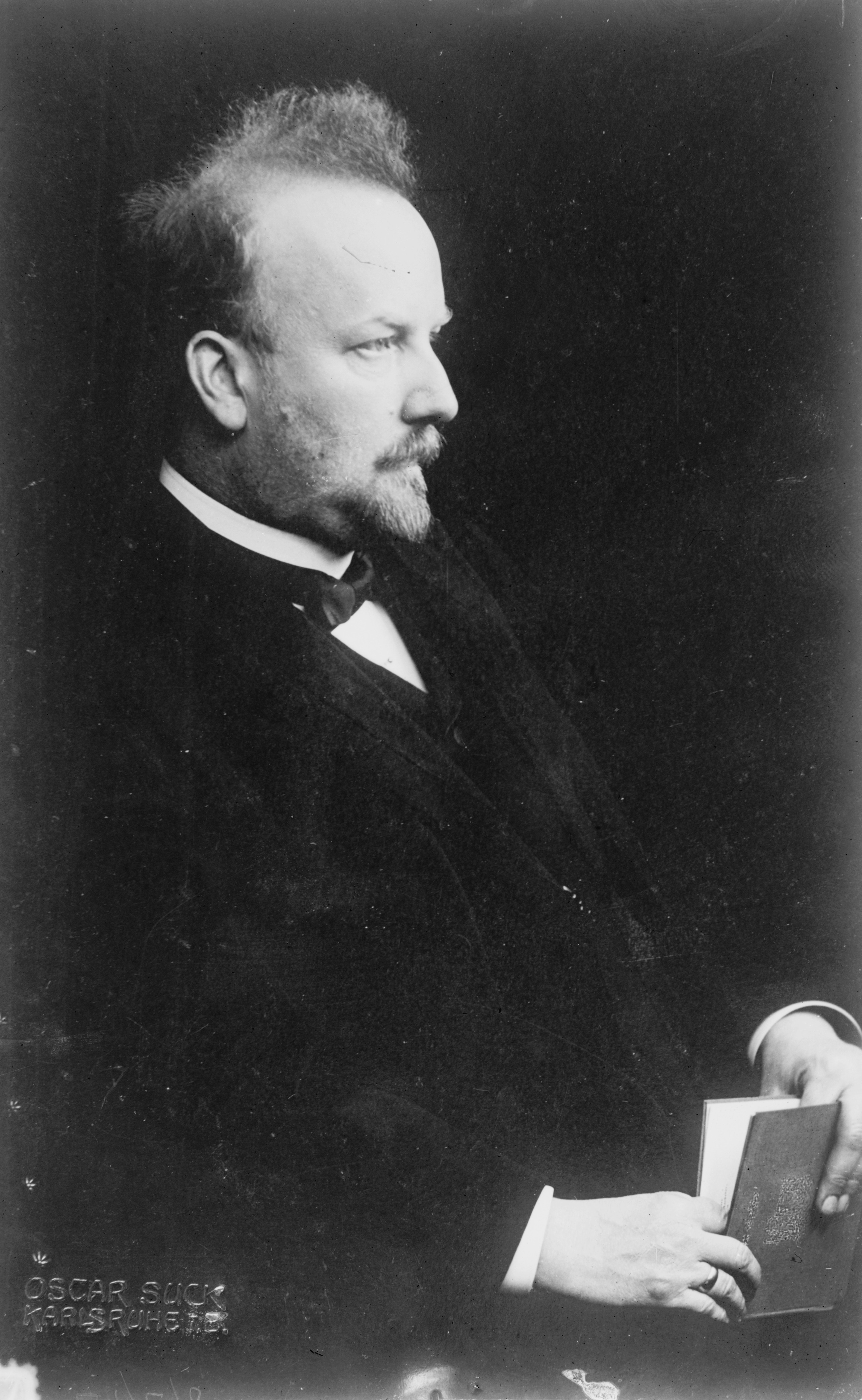
Arthur Drews

Christian Heinrich Arthur Drews (* 1. November 1865 in Uetersen (Holstein); † 19. Juli 1935 in Achern) war ein deutscher Philosoph, Schriftsteller und wichtiger Vertreter des deutschen Monismus.

## Leben
Nach Bruno Bauer und neben Albert Kalthoff gehörte Arthur Drews, ein Schüler Eduard von Hartmanns, zu den bekanntesten deutschen Verfechtern des Jesus-Mythos. Sein Werk Die Christusmythe (1909) gab Anlass zu heftigen öffentlichen Diskussionen.
Albert Schweitzer hat den von Drews aufgestellten Thesen in seiner Geschichte der Leben-Jesu-Forschung (1913) ein Kapitel gewidmet. Heute ist die Christusmythe in Deutschland – anders als in den angelsächsischen Ländern, in denen noch immer eine Übersetzung (The Christ Myth) auf dem Markt ist – weithin in Vergessenheit geraten.
Er starb in der Heil- und Pflegeanstalt Illenau bei Achern und gehört neben dem Theologen Karl Bernhard Hundeshagen (1810–1872), der Prinzessin Alexandra Amalie von Bayern (1826–1875) und dem Oberbürgermeister von Heilbronn Paul Hegelmaier (1847–1912) zu deren bekanntesten Patienten.

## Werke
- Die deutsche Spekulation seit Kant mit besonderer Rücksicht auf das Wesen des Absoluten und die Persönlichkeit Gottes, 2 Bände, 1895
- Kants Naturphilosophie als Grundlage seines Systems, Berlin : Mitscher und Roestell, 1894.
- Das Ich als Grundproblem der Metaphysik. 1897.
- Die Lehre von Raum und Zeit in der nachkantischen Philosophie. Ein Beitrag zur Geschichte der Erkenntnistheorie und Apologetik der Metaphysik, Halle 1889, OCLC 604166990 (Dissertation Universität Halle-Wittenberg 1989, 73 Seiten).
- Eduard von Hartmanns philosophisches System im Grundriss. 1902.
- Nietzsches Philosophie, Heidelberg, C. Winter, 1906
- Die Religion als Selbstbewußtsein Gottes. Eine philosophische Untersuchung über das Wesen der Religion. Jena 1906
- Monismus : dargestellt in Beitraegen seiner Vertreter, Jena: E. Diederichs, 1908
- Plotin und der Untergang der antiken Weltanschauung. Jena 1907; Reprint: Scientia-Verlag, Aalen 1964
- Die Christusmythe. Jena 1909
- Die Petruslegende. Ein Beitrag zur Mythologie des Christentums. Frankfurt am Main 1910
- Hat Jesus gelebt? Reden gehalten auf dem Berliner Religionsgespräch des Deutschen Monistenbundes am 31. Januar und 1. Februar 1910 im Zoologischen Garten über „Die Christusmythe“. Berlin 1910; 3. Auflage: Mainz 1928; Reprint: Lenz, Neustadt 1994, ISBN 3-9802799-6-0
- Die Christusmythe. Zweiter Teil. Die Zeugnisse für die Geschichtlichkeit Jesu. Eine Antwort an die Schriftgelehrten mit besonderer Berücksichtigung der theologischen Methode. Jena 1911
- Die Philosophie im ersten Drittel des 19. Jahrhunderts, De Gruyterm Berlin/Boston, 1912.
- Die Philosophie im zweiten Drittel des 19. Jahrhunderts, De Gruyterm Berlin/Boston, 1912.
- Die Philosophie im letzten Drittel des neunzehnten Jahrhunderts, De Gruyterm Berlin/Boston, 1912.
- Geschichte des Monismus im Altertum, Winter: Heidelberg, 1913
- Der Monismus dargestellt in Beiträgen seiner Stellvertreter. 2 Bände. Jena 1908.
- Freie Religion. Vorschläge zur Weiterführung des Reformationsgedankens. Jena 1917; 3. Auflage 1921.
- Das Markusevangelium als Zeugnis gegen die Geschichtlichkeit Jesu. Jena 1921.
- Metaphysik und Anthroposophie in ihrer Stellung zur Erkenntnis des Übersinnlichen Berlin 1922.
- Die deutsche Philosophie der Gegenwart und die Philosophie des Auslandes Leipzig 1922.
- Der Sternhimmel in der Dichtung und Religion der alten Völker und des Christentums. Eine Einführung in die Astralmythologie. Jena 1923
- Psychologie des Unbewussten, Stilke, Berlin 1924.
- Die Petruslegende, Diederichs, Jena, 1924.
- Die Christusmythe, Diederichs, Jena, 1924.
- Die Entstehung des Christentums aus dem Gnostizismus. Jena 1924
- Die Religion als Selbst-Bewusstsein Gottes: Eine philosophische Untersuchung über das Wesen der Religion, Diederichs, Jena, 1925
- Die Leugnung der Geschichtlichkeit Jesu in Vergangenheit und Gegenwart. Braun, Karlsruhe 1926. (online)
- Die Marienmythe. Jena 1928.
- Hat Jesus gelebt? Mainz 1928.
- Lehrbuch der Logik Berlin 1928.
- Der Ideengehalt von Richard Wagners dramatischen Dichtungen im Zusammenhange mit seinem Leben und seiner Weltanschauung, Leipzig 1930
- Gott, Mainz 1930.
- Das "Wort Gottes". Zur religiösen Lage der Gegenwart., Mainz 1933
- Richard Wagner's "Parsifal" und das Christentum, Mainz, 1933
- Deutsche Religion; Grundzüge eines Gottesglaubens im Geiste des deutschen Idealismus, München, 1934
- Philosophischer Briefwechsel mit Eduard von Hartmann 1888–1906. Herausgegeben von Rudi Mutter und Eckhart Pilick. Mit einer Einführung von Eckhart Pilick. Guhl, Rohrbach 1995, ISBN 3-930760-10-X
- Die Ethik Jesu. Hrsg. von der Frei-Religiösen Gemeinde Offenbach. Mit einer Einführung von Eckhart Pilick. Guhl, Rohrbach 2008, ISBN 978-3-930760-78-7
- Gesammelte Aufsätze, Rezensionen, Besprechungen und Vorträge. Hrsg. Stephan Kalk. Mit einer Einführung von Stephan Kalk. Angelika Lenz Verlag, Neu-Isenburg 2018, ISBN 978-3-943624-38-0